# Anthurium gualeanum
Anthurium gualeanum är en kallaväxtart som beskrevs av Adolf Engler. Anthurium gualeanum ingår i släktet Anthurium och familjen kallaväxter. Inga underarter finns listade.